# Кајманска Острва на Зимским олимпијским играма 2014.
Кајманска Острва учествовала су  на Зимским олимпијским играма 2014. у Сочију ( Краснодарски крај, Русија). У свом другом учешћу на  Зимским олимпијским играма Кајманска острва су учествовала са једним такмичарем, који се такмичио у апском скијању.
На свечаном отварању заставу Кајманских Острва носио је једини учесник аплски скијаш Дау Траверс. Он је носио заставу и на затварању Игара.
Спортисти Кајманских Острва су остали у групи земаља које нису освојиле ниједну медаљу на олимпијским играма.

## Учесници по спортовима
| Спорт          | Мушкарци | Жене | Укупно |
| -------------- | -------- | ---- | ------ |
| Алпско скијање | 1        | 0    | 1      |
| Укупно(1)      | 1        | 0    | 1      |

## Алпско скијање
Према коначној расподели квота објављеној 20. јануара 2014. године, Кајманска Острва су имали једног спортисту у квалификацијама. Дау Траверс  се повредио на тренингу де недеље пре Игара. Због повреде је добио неколико шавова што га је спречило да тренира. Дау Траверс  је пао током такмичења у велеслалом (30 такмичра није завршило трку). Приликом пада добио је лакши потрес мозга.
| Такмичар    | Дисциплина | Резултати | Резултати | Резултати | Резултати | Резултати             | Детаљи |
| Такмичар    | Дисциплина | 1. трка   | 2. трка   | Укупно    | Заостатак | Пласман/учес. (укуп.) | Детаљи |
| ----------- | ---------- | --------- | --------- | --------- | --------- | --------------------- | ------ |
| Дау Траверс | Велеслалом | НЗ        | НЗ        | НЗ        | НЗ        | НЗ                    |        |
| Дау Траверс | Слалом     | 1:07,03   | 76        | НЗ        | НЗ        | НЗ                    |        |